# Norman Nawrocki
Norman Nawrocki (ur. 1969 w Vancouver) – kanadyjski komik, artysta kabaretowy, edukator seksualny, muzyk, pisarz, aktor, producent i kompozytor, właściciel wydawnictwa Les Pages Noires.

## Życiorys
Nawrocki urodził się na East End w Vancouver w rodzinie polsko-ukraińskich imigrantów. Uczył się w Langara College i na Uniwersytecie Simona Frasera, gdzie współredagował gazetę uniwersytecką „The Peak”. Studia jednak porzucił. Redagował następnie anarchistyczną gazetę „The Open Road”, a także pracował jako freelancer dla „The Georgia Straight”.
W 1986 pojawił się pierwszy album artysty – Rhythm Activism, wydany pod szyldem zespołu Rhythm Activism. Zespół odwiedził Polskę kilka razy, w tym raz w ramach satyrycznego występu zatytułowanego Welcome to Capitalism, Poland!, a także zagrał w Polskim Radiu utwór Polski Fiat. Sam Norman Nawrocki był gościem m.in. na poznańskim skłocie Rozbrat. W roku wydania pierwszego albumu AK Press wypuściło również pierwszą książkę autorstwa Normana Nawrockiego - Rebel Moon. W 1993 Nawrocki stworzył I don’t understand women! (pol. Nie rozumiem kobiet!), antyseksistowski, sekspozytywny kabaret komediowy dotykający tematu gwałtu, molestowania seksualnego i przemocy wobec kobiet. W 2001 utworzył, wraz z perkusistą Godspeed You! Black Emperor – Aidan Girtem, duet Bakunin's Bum, nazwany na cześć anarchistycznego rewolucjonisty Michaiła Bakunina. Ich jedyny album, Fight to Win!, zawierał instrumentalne utwory z podłożonymi w tle wypowiedziami aktywistów walczących z ubóstwem. Wydany został w 2001 przez G7 Welcoming Committee Records, a cały zysk ze sprzedaży przekazano Ontario Coalition Against Poverty.
Do końca 2005 prowadził zajęcia w Szkole Społeczności i Spraw Publicznych Uniwersytetu Concordia na temat sztuki, radykalnych zmian społecznych i rozwoju gospodarczego społeczności.

## Książki
- Rebel Moon (AK Press, 1986)
- Chasseur Tornades: rêves, soupirs et sacres vers un monde libertaire (Les Pages noires, 1998)
- No masters! no gods! : dare to dream (SMARTEN UP! & get to the Point Pub., 1999)
- The anarchist & the devil do cabaret (Black Rose Books, 2003)
- Breakfast for Anarchists (No Bar Code, 2007)
- Lunch for Insurgents (Les Pages Noirs, 2009)
- Dinner for Dissidents (Les Pages Noires, 2010)
- Night cap for nihilists (Les Pages Noires, 2012)
- Red: Quebec student strike and social revolt poems (Les pages noires, 2013)
- Cazzarola!: Anarchy, Romani, Love, Italy (A Novel) (PM Press, 2013)[10]

## Dyskografia

### Rhythm Activism
- Rhythm Activism (1986)
- Rhythm Activism Live (1987)
- Resist Much, Obey Little (1987)
- Louis Riel in China (1988)
- Un logement pour une chanson (1990)
- Fight the Hike! (1990)
- Perogies, Pasta and Liberty (1990)
- Oka (1990)
- War is the Health of the State (1991)
- Oka II (1992)
- Tumbleweed (1993)
- Blood & Mud (1994)
- More Kick! : live in Europe (1995)
- Buffalo, Burgers & Beer : a 10 year retrospective (1995)
- Jesus Was Gay (1998)

### Bakunin's Bum
- Fight to Win! (2001)

### Bush's Bum
- 2TONGUE #5 (wielu artystów) (2004)

### DaZoque!
- DaZoque! (2002)[11]

### The Montreal Manhattan Project
- Draft 1.0 (2004)

### Albumy solowe
- I don't understand women! (1994)
- Less Rock, More Talk: Spoken Word compilation (1997)
- Duck Work (2004)
- Letters from Poland / lettres de Pologne (2006)